# Ausonia Pro Gorla
Ausonia Pro Gorla (wł. Società Sportiva Pro Gorla Sezione Calcio Ausonia) – włoski klub piłkarski, mający siedzibę w dzielnicy miasta Mediolan Gorla Primo, a potem Gorlaprecotto, na północy kraju, działający w latach 1912–1921.

## Historia
Chronologia nazw:
- 7.01.1912: Ausonia Pro Gorla – po fuzji z Ausonia FC
- 1921: klub rozwiązano – po fuzji z Ardita FC

7 stycznia 1912 roku klub wielosekcyjny Società Sportiva Pro Gorla po dwóch nieudanych próbach powołania drużyny piłkarskiej godnej swojej reputacji nawiązał współpracę z przeżywającym trudności finansowe klubem piłkarskim Ausonia FC z Mediolanu. Klub przyjął nazwę Ausonia Pro Gorla oraz barwy Pro Gorla (białe koszulki w pionowe niebieskie paski) grając swoje mecze w komunie Gorla (w 1923 dołączona do Mediolanu jako dzielnica), najprawdopodobniej na boisku Turro Milanese (obecnie Via Asiago), gdzie dziś stoi oratorium kościoła. W sezonie 1914/15 najpierw zajął drugie miejsce w grupie C, a potem był drugim w grupie finałowej Promozione Lombardia i zdobył awans do Prima Categoria. Po przerwie związanej z I wojną światową klub w sezonie 1919/20 dopiero startował w Prima Categoria, gdzie zajął ostatnie 6.miejsce w grupie B lombarda ale pozostał na najwyższym poziomie. Następny sezon 1920/21 zakończył na ostatniej czwartej pozycji w grupie A lombarda i spadł do drugiej klasy rozgrywek. 
W 1921 klub połączył się z innym klubem z Mediolanu Ardita FC, po czym sekcja piłkarska została rozwiązana.

## Barwy klubowe, strój
|  |  |

Klub ma barwy biało-fioletowe. Zawodnicy domowe spotkania zazwyczaj grali w pasiastych pionowo biało-fioletowych koszulkach, białych spodenkach oraz białych getrach.

## Sukcesy

### Trofea międzynarodowe
Nie uczestniczył w rozgrywkach europejskich (stan na 31-05-2020).

### Trofea krajowe
| \| \| Zdobyte trofea w rozgrywkach Włoch (stan na: 31-08-2020) \| |                                                          |      |                      |
| Rozgrywki                                                         | Osiągnięcie                                              | Razy | Sezon(y)             |
| · Mistrzostwo                                                     | I miejsce                                                | 0    |                      |
| · Mistrzostwo                                                     | II miejsce                                               | 0    |                      |
| · Mistrzostwo                                                     | III miejsce                                              | 0    |                      |
| · Mistrzostwo                                                     | 4.miejsce                                                | 1    | 1920/21 (Lombarda A) |
| · Puchar                                                          | zdobywca                                                 | 0    |                      |
| · Puchar                                                          | finalista                                                | 0    |                      |
| II liga                                                           | I miejsce                                                | 0    |                      |
| II liga                                                           | II miejsce                                               | 1    | 1914/15 (Lombarda)   |
| II liga                                                           | III miejsce                                              | 0    |                      |
| Włochy                                                            | Zdobyte trofea w rozgrywkach Włoch (stan na: 31-08-2020) |      |                      |

## Stadion
Klub rozgrywał swoje mecze domowe na boisku piłkarskim Campo Pro Gorla in Via Rovigno w Gorla Primo. Wcześniej grał na Campo di Turro Milanese.